# Usine CNH Industrial de Croix
L'usine CNH Industrial de Croix (Nord), existe depuis 1909. Elle réalise des cabines de tracteurs et moissonneuses-batteuses. Elle a également assemblé, au cours de son histoire, des engins de travaux publics.

## Des propriétaires instables
La CIMA (Compagnie Internationale de Machines Agricoles) décide de fonder une usine en 1909 à Croix, entre Lille et Roubaix, en vue de représenter en France, les produits de l'américain McCormick.
En 1951 est dévoilée une nouvelle gamme de moissonneuses-batteuses.
L'établissement devient International Harvester France (IHF) en 1960 avec, à la clé, des investissements et une fonderie modernisée. L'autre grand site est celui de Saint-Dizier, qui se spécialisera avec le temps dans les transmissions.
IH détient, en 1975 et avec 13 000 unités écoulées, 16 % du marché intérieur derrière Massey Ferguson. Elle prend même la tête 2 ans après, alors que le marché décline.
En 1981 est lancée à Croix une nouvelle gamme de cabines, pour tracteurs de moyenne et grande puissance, destinée au marché commun.
Pesant encore plus de 20 % du marché national à cette période, IH est malgré tout rachetée par Tenneco à l'automne 1984, qui entreprend de la  fusionner avec Case. De 515 salariés en milieu de décennie, l'effectif croisien est rapidement ramené de moitié. En coulisses, Fiat s'affirme.
Case IH et le français Poclain scellent leurs destinées en 1987.
Le début des années 1990 est marqué par un fort ralentissement des filières tant agricole que travaux publics, ce qui se traduit par une baisse des commandes. Les pouvoirs publics s'interrogent sur la capacité de la filiale de Tenneco à rebondir, surtout après la fermeture en 1992 du site de Carvin (Pas-de-Calais), producteur de pelles hydrauliques. L'établissement croisien compte 400 salariés en 1994, au moment d'une nouvelle cession.

## Continuité dans la production, pavillon italien et centenaire
Case New Holland (CNH) émerge en 1999. En 2013, 320 salariés travaillent dans une usine couvrant 30 000 m2, toujours dédiée à la réalisation de cabines tracteurs, avec un redémarrage attendu de leurs équivalents moissonneuse-batteuse,. Pour faire face à ses besoins ponctuels en main-d'œuvre, une agence d'intérim fonctionne au sein même de l'établissement.

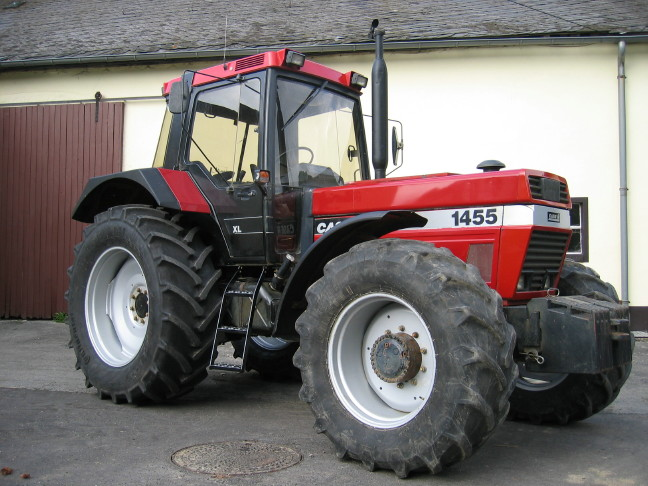
Tracteur Case IH 1455 XL
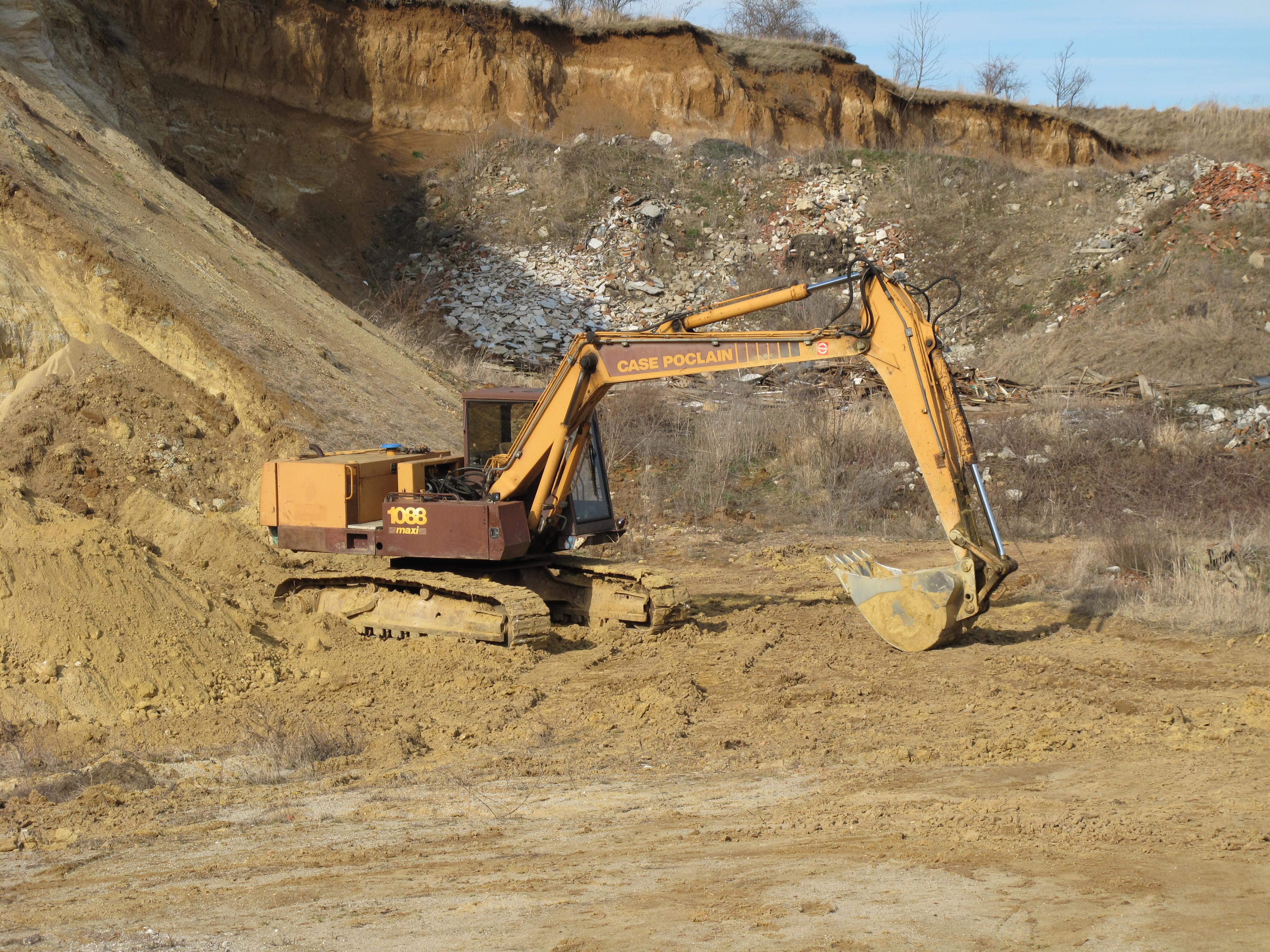
Pelle mécanique Case Poclain